# Stuffy Mueller
Norbert Edward Mueller, detto Stuffy (Waterloo, 14 febbraio 1906 – Toronto, 6 luglio 1956), è stato un hockeista su ghiaccio canadese.

## Palmarès

### Olimpiadi invernali
- Oro a Sankt Moritz 1928 nell'hockey su ghiaccio.